# Chris Brown (énekes)
Christopher Maurice "Chris" Brown (Tappahannock, Virginia, 1989. május 5. –) kétszeres Grammy-díjas amerikai énekes, dalszövegíró, táncos és színész.

## Pályafutása
Joyce Hawkins és Clinton Brown második gyermekeként született. Már nagyon fiatalon kedvelte a zenét, különösen Michael Jacksont és Sam Cooke-t, mert a szülei mindig ezeket hallgatták. Bár 11 éves koráig még nem érdekelte különösebben az éneklés, viszont annál jobban vonzotta a maga a zene és a tánc.
Christ véletlenül fedezte fel 13 éves korában egy helyi tehetségkutató ügynök, amikor meghallotta apja benzinkútjánál énekelni. 15 évesen véget vetett tanulmányainak, hogy a zenére tudjon koncentrálni. Ennek érdekében két évre vidékről New Yorkba költözött. A kezdeti szárnypróbálgatások után megjelent első albuma, amely a Chris Brown nevet viselte. Erről az első kislemez, a Run It! három országban is listavezető volt. Következő kislemeze, a Yo (Excuse Me Miss) majdnem akkora sikereket ért el, mint elődje.
Harmadik kislemeze 2006-ban debütált, és a Gimme That nevet viselte. Lil Wayne-nel közösen egy remix is készült a dalból, habár eredetileg nem volt rajta a Chris Brown című albumon, később pótolták. Persze nem állt meg itt a kislemezgyártás, Chris nemsokára egy lassú számmal, a Say Goodbye-jal jelentkezett, amely a Step Up c. film betétdalai között is helyet kapott. 2006 júniusában egy DVD-t jelentetett meg, és azután Ne-Yoval indult turnéra. Miután a turnénak vége lett, Chris nekilátott második albuma készítésének. A korong 2007 szeptemberében jelent meg, és az Exclusive nevet viselte.
Chris ezután olyan előadókkal dolgozott együtt, mint Rihanna, Bow Wow, Eva Simons vagy Jordin Sparks.
A 2009 decemberében Graffiti címmel került lemeze a boltokba, majd 2011 márciusában a F.A.M.E., mely az 54. Grammy-díjátadón elnyerte a legjobb R&B albumnak járó elismerést.
Következő albuma, a Fortune 2012 tavaszán jelenik meg.
További albumok:
```
X - 2014. 
```

Fan of the Fan album, Tyga közreműködésével - 2015.
Royalty, amit kislányáról nevezett el - 2015.
Heartbreak on a Full Moon - 2017.
Indigo - 2019.
Színészi tehetségét is megcsillantotta több alkalommal. Többek között szerepelt már a Családi karácsony, Lökd a ritmust, Tökéletes tolvajok, Az év csatája című filmekben.
Saját ruhamárkája van, Black Pyramid néven fut. 
2014-ben egy korábbi kapcsolatából Nia Amey-től született kislány Royalty Brown.
2019-ben újabb gyermeke született egy másik kapcsolatából egy kisfiú Ammika Haaristól Aeko Catori Brown.

## Diszkográfia

### Stúdióalbumok
- Chris Brown (2005)
- Exclusive (2007)
- Graffiti (2009)
- F.A.M.E. (2011)
- Fortune (2012)
- X (2014)
- Royalty (2015)
- Heartbreak on a Full Moon (2017)
- Indigo (2019)
- Breezy (2022)
- 11:11 (2023)

## Filmográfia

### Televíziós szerepek
| Év   | Magyar cím     | Eredeti cím                   | Szerep    | Megjegyzés     |
| ---- | -------------- | ----------------------------- | --------- | -------------- |
| 2006 |                | Christmas in Washington       | önmaga    |                |
| 2007 | A narancsvidék | The O.C.                      | Will Tutt | 3 epizód       |
| 2008 |                | The Suite Life of Zack & Cody | önmaga    | vendégszereplő |

### Filmes szerepek
| Év   | Magyar cím        | Eredeti cím    | Szerep                   | Megjegyzés                                 |
| ---- | ----------------- | -------------- | ------------------------ | ------------------------------------------ |
| 2007 | Lökd a ritmust!   | Stomp the Yard | Duron                    | kis szerep; első film                      |
| 2007 | Családi karácsony | This Christmas | Michael "Baby" Whitfield | főszerep                                   |
| 2010 |                   | Takers         | Jessie Attica            | alternatív cím: Bone Deep; vezető producer |
| 2010 |                   | Phenom         |                          | munkálatok alatt                           |